# Liste der Wasserschutzgebiete im Bodenseekreis
In der Liste der Wasserschutzgebiete im Bodenseekreis sind Wasserschutzgebiete (WSG) im Bodenseekreis in Baden-Württemberg aufgeführt. Sie ist nach den offiziellen WSG-Nummern sortiert. In den Wasserschutzgebieten gelten für die Gewässer (Grundwasser, oberirdische Gewässer) besondere Ge- und Verbote, um das Wasser vor Verunreinigungen zu schützen. Die für die Wasserschutzgebiete zuständige Dienststelle ist das Landratsamt des Bodenseekreises.
Diese Liste ist Teil der übergeordneten Liste der Wasserschutzgebiete in Baden-Württemberg und erhebt keinen Anspruch auf Vollständigkeit.

## Geschichte
Der Bodenseekreis macht jährlich Angaben zur Entwicklung der Nitratkonzentrationen in den einzelnen Wasserschutzgebieten und erlässt für das folgende Jahr entweder Auflagen für Landwirte oder lockert bisherige Bewirtschaftungsauflagen auf der Grundlage der seit 1988 geltenden Schutzgebiets- und Ausgleichsverordnung (SchALVO) des Landes Baden-Württemberg. Diese Verordnung wurde zum 1. März 2001 novelliert. Neben der Einhaltung bestimmter Nitrat-Boden-Werte, die jährlich vom 15. Oktober bis 15. November gemessen werden, ist im Rahmen der SchALVO unter anderem vorgeschrieben, dass in den Wasserschutzgebieten Düngung und Pflanzenschutzmaßnahmen nach guter fachlicher Praxis erfolgen müssen, um das Grundwasser vor Beeinträchtigung durch Stoffeinträge aus der Landbewirtschaftung zu schützen.

## Wasserschutzgebiete im Bodenseekreis
| WSG-Nr. | WSG-Name                                         | Hauptgemeinde                        | Lage | Fläche (Hektar) | Datum (Rechtsverordnung) | Bild |
| ------- | ------------------------------------------------ | ------------------------------------ | ---- | --------------- | ------------------------ | ---- |
| 435003  | WSG Überlingen-Hödingen                          | Überlingen (Ortsteil Hödingen)       | ⊙    | 28,15           | 1973-11-02               |      |
| 435004  | WSG Owingen-Gertholzbreite                       | Owingen                              | ⊙    | 71,61           | 1963-10-08               |      |
| 435006  | WSG Heiligenberg-Steigen                         | Heiligenberg                         | ⊙    | 26,19           | 1971-10-20               |      |
| 435007  | WSG Heiligenberg-Wintersulgen                    | Heiligenberg (Ortsteil Röhrenbach)   | ⊙    | 28,65           | 1971-05-28               |      |
| 435009  | WSG ZV Degersee-WV Halde                         | Tettnang (Ortsteil Oberlangnau)      | ⊙    | 10,54           | 1969-04-16               |      |
| 435013  | WSG Bermatingen-Kesselbach                       | Bermatingen                          |      | 16,53           | 1972-10-30               |      |
| 435016  | WSG Stetten-Dürleberg                            | Stetten                              |      | 49,89           | 1966-04-01               |      |
| 435020  | WSG Stadt Meersburg OT Baitenhausen „Blitzäcker“ | Meersburg                            |      | 4,02            | 1971-12-17               |      |
| 435024  | WSG ZWUS-Hagenbuchen                             | Tettnang                             | ⊙    | 54,13           | 1968-02-19               |      |
| 435028  | WSG Überlingen-Hermannsberg                      | Überlingen                           | ⊙    | 8,82            | 1974-01-15               |      |
| 435029  | WSG ZV BVV / Stadt Überlingen                    | Überlingen                           | ⊙    | 836,81          | 1987-07-08               |      |
| 435101  | WSG Überlingen-Walpertsweiler                    | Überlingen (Ortsteil Walpertsweiler) | ⊙    | 102,77          | 1998-12-02               |      |
| 435102  | WSG Überlingen-Bonndorf                          | Überlingen (Ortsteil Bonndorf)       | ⊙    | 73,21           | 1998-12-02               |      |
| 435108  | WSG Überlingen-Hangwiesen                        | Überlingen                           | ⊙    | 49,82           | 1998-11-17               |      |
| 435111  | WSG Überlingen-Nußdorf                           | Überlingen (Ortsteil Nußdorf)        | ⊙    | 1.144,59        | 1992-12-18               |      |
| 435115  | WSG Owingen-Hohenbodman                          | Owingen (Ortsteil Hohenbodman)       | ⊙    | 139,71          | 2001-02-28               |      |
| 435120  | WSG Markdorf-Wangen                              | Markdorf (Ortsteil Wangen)           | ⊙    | 17,46           | 2000-05-04               |      |
| 435123  | WSG Bermatingen-Wiesweg                          | Bermatingen                          | ⊙    | 144,94          | 1988-10-27               |      |
| 435125  | WSG ZWUS-Bierkeller                              | Langenargen (Ortsteil Bierkeller)    | ⊙    | 245,99          | 2001-03-15               |      |
| 435126  | WSG ZWUS-Obere Wiesen                            | Langenargen (Ortsteil Oberdorf)      | ⊙    | 843,96          | 2001-03-15               |      |
| 435128  | WSG Meckenbeuren-Mühlebach                       | Meckenbeuren (Ortsteil Liebenau)     | ⊙    | 276,16          | 2006-11-24               |      |
| 435131  | WSG Frickingen-Bodenholz                         | Frickingen                           | ⊙    | 37,71           | 2004-11-12               |      |
| 435138  | WSG Deggenhausertal-Wittenhofen                  | Deggenhausertal                      | ⊙    | 2.388,33        | 2000-03-16               |      |
| 435140  | WSG Überlingen-Brachenreute                      | Überlingen                           | ⊙    | 32,08           | 1999-11-15               |      |
| 435142  | WSG Tettnang-Tettnanger Wald                     | Tettnang                             | ⊙    | 356,00          | 2001-03-15               |      |
| 435148  | WSG Meersburg-Schiggendorf                       | Meersburg (Ortsteil Schiggendorf)    | ⊙    | 35,73           | 2004-04-19               |      |
| 435150  | WSG Salem-Beuren                                 | Salem (Ortsteil Beuren)              | ⊙    | 143,22          | 2002-03-15               |      |
| 435151  | WSG Owingen Peterswies                           | Owingen (Ortsteil Hohenbodman)       | ⊙    | 47,00           | 1998-09-10               |      |
| 435152  | WSG Taldorfer Rinne                              | Oberteuringen                        | ⊙    | 1.088,68        | 2014-01-15               |      |
| 435153  | WSG Salem-Schapbuch                              | Salem                                | ⊙    | 267,02          | 2004-03-19               |      |
| 435155  | WSG Owingen-Hohefuhren                           | Owingen                              | ⊙    | 142,11          | 2001-02-28               |      |
| 435156  | WSG Salemer Becken Teilbereich Neufrach          | Salem                                | ⊙    | 216,51          | 2004-03-12               |      |
| 435157  | WSG Salemer Becken Teilbereich Hardtwald         | Salem                                | ⊙    | 301,05          | 2004-03-12               |      |
| 435169  | WSG Heiligenberg-Katzensteig                     | Heiligenberg                         | ⊙    | 58,58           | 2008-03-10               |      |
| 435171  | WSG Heiligenberg-Mooserbühl                      | Heiligenberg                         | ⊙    | 67,19           | 2008-03-14               |      |
| 435173  | WSG Tettnang-Tannau                              | Tettnang (Ortsteil Tannau)           | ⊙    | 91,14           | 2011-11-22               |      |
| 435180  | WSG Überlingen-Deisendorf                        | Überlingen (Ortsteil Deisendorf)     | ⊙    | 85,16           | 2016-02-16               |      |